# Ángel Jiménez Cabeza
Ángel Jiménez Cabeza es un deportista cubano que compitió en atletismo adaptado. Ganó tres medallas en los Juegos Paralímpicos de Verano en los años 2004 y 2012.

## Palmarés internacional
| Juegos Paralímpicos | Juegos Paralímpicos   | Juegos Paralímpicos | Juegos Paralímpicos   |
| Año                 | Lugar                 | Medalla             | Prueba                |
| ------------------- | --------------------- | ------------------- | --------------------- |
| 2004                | Atenas (Grecia)       | Medalla de oro      | Salto de longitud F13 |
| 2004                | Atenas (Grecia)       | Medalla de plata    | 4 × 100 m T11-13      |
| 2012                | Londres (Reino Unido) | Medalla de plata    | Salto de longitud F13 |